# Athanasius Kircher
 Athanasius Kircher (ajutor·info) (câteodată ortografiat incorect Kirchner) (n. 2 mai 1602, Geisa, Turingia, Sfântul Imperiu Roman – d. 27 noiembrie 1680, Roma, Statele Papale) a fost un om de știință german, membru al Ordinului iezuit, care a publicat peste 40 de lucrări importante, dintre care cele mai notabile sunt în domeniile studiilor orientale, geologiei și medicinei. Printre altele, a fost unul dintre primii savanți care a efectuat studii serioase asupra hieroglifelor egiptene. Kircher a fost, de asemenea, un pionier în studiul microbilor cu ajutorul microscopului, studii care i-au permis, cu mult înaintea timpului său, să constate faptul că ciuma neagră este cauzată de un microorganism și să sugereze măsuri preventive eficace de stopare a extinderii unei astfel de epidemii.

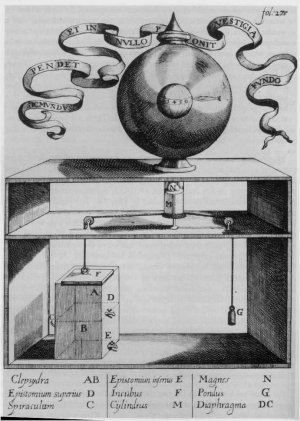
Ceasul magnetic al lui Athanasius Kircher.

Pentru inventivitatea, multitudinea domeniilor abordate și profunzimea sa științifică, Athanasius Kircher a fost comparat adesea cu Leonardo da Vinci. Deși a fost categoric „superstarul științific” al timpului său, spre sfârșitul vieții sale a fost eclipsat de raționalism, de René Descartes și de alți savanți ai iluminismului. Făcându-i-se o târzie, dar binemeritată dreptate, la sfârșitul secolului al XX-lea, calitățile științifice marcante ale operei sale, la care se adaugă o estetică elevată a scriiturii sale, au retrezit admirație și apreciere. Un om de știință contemporan, Edward W. Schmidt, l-a caracterizat ca fiind „ultimul renascentist”.

## Mențiuni literare
Numele savantului Athanasius Kircher este menționat în romanul Orizont pierdut (1933) al lui James Hilton. Astfel, consulul britanic Hugh Conway descoperă în biblioteca lamaseriei Shangri-La din Tibet un exemplar rar al lucrării China scrise de Kircher, carte care a fost publicată în 1667 la Antwerpen.

## Opera
Cele mai importante opere ale Kircher, în ordine cronologică, sunt:
- 1631 - Ars Magnesia
- 1635 - Primitiae gnomoniciae catroptricae
- 1636 - Prodromus coptus sive aegyptiacus
- 1637 - Specula Melitensis encyclica, hoc est syntagma novum instrumentorum physico- mathematicorum
- 1641 - Magnes sive de arte magnetica
- 1643 - Lingua aegyptiaca restituta
- 1645 – 1646 - Ars Magna Lucis et umbrae in mundo
- 1650 - Obeliscus Pamphilius
- 1650 - Musurgia universalis, sive ars magna consoni et dissoni
- 1652 – 1655 - Oedipus Aegyptiacus
- 1654 - Magnes sive (ediția a treia, exhaustivă)
- 1656 - Itinerarium extaticum s. opificium coeleste
- 1657 - Iter extaticum secundum, mundi subterranei prodromus
- 1658 - Scrutinium Physico-Medicum Contagiosae Luis, quae dicitur Pestis
- 1660 - Pantometrum Kircherianum ... explicatum a G. Schotto
- 1661 - Diatribe de prodigiosis crucibus
- 1663 - Polygraphia, seu artificium linguarium quo cum omnibus mundi populis poterit quis respondere
- 1664 – 1678 - Mundus subterraneus, quo universae denique naturae divitiae
- 1665 - Historia Eustachio-Mariana
- 1665 - Arithmologia

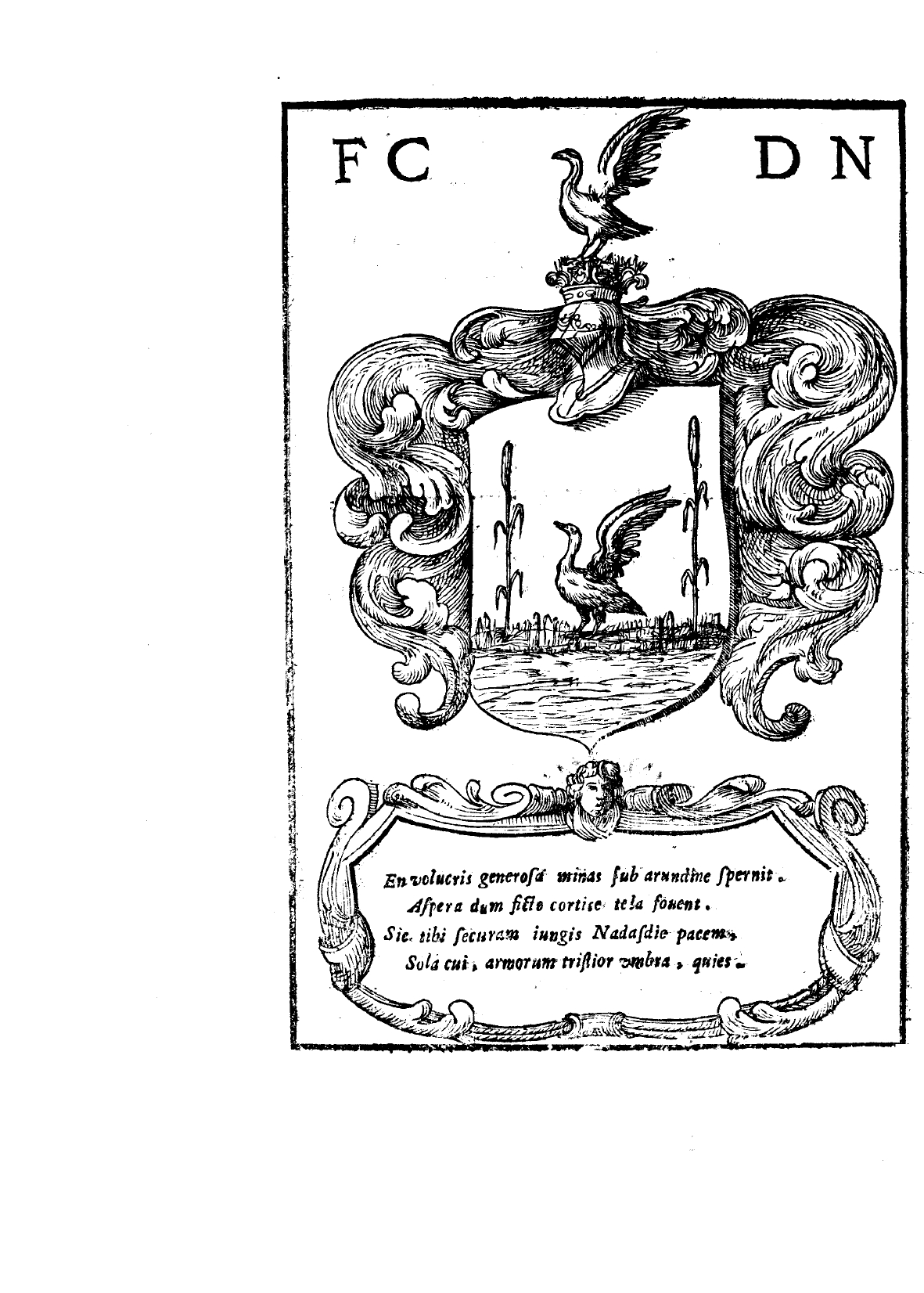
Arithmologia

- 1666 - Obelisci Aegyptiaci ... interpretatio hieroglyphica
- 1667 - China Monumentis, qua sacris qua profanis
- 1667 - Magneticum naturae regnum sive disceptatio physiologica
- 1668 - Organum mathematicum
- 1669 - Principis Cristiani archetypon politicum
- 1669 - Latium
- 1669 - Ars magna sciendi sive combinatorica
- 1673 - Phonurgia nova, sive conjugium mechanico-physicum artis & natvrae paranympha phonosophia concinnatum
- 1675 - Arca Noe
- 1676 - Sphinx mystagoga
- 1676 - Obelisci Aegyptiaci
- 1679 - Musaeum Collegii Romani Societatis Jesu
- 1679 - Turris Babel, Sive Archontologia Qua Primo Priscorum post diluvium hominum vita, mores rerumque gestarum magnitudo, Secundo Turris fabrica civitatumque exstructio, confusio linguarum, & inde gentium transmigrationis, cum principalium inde enatorum idiomatum historia, multiplici eruditione describuntur & explicantur. Amsterdam, Jansson-Waesberge 1679.
- 1679 - Tariffa Kircheriana sive mensa Pathagorica expansa
- 1680 - Physiologia Kicheriana experimentalis

## Legături externe
- Athanasius Kircher - omul miracolului Arhivat în 22 ianuarie 2011, la Wayback Machine., 19 ianuarie 2011, Revista Magazin